# Saurida brasiliensis
Saurida brasiliensis är en fiskart som beskrevs av Norman, 1935. Saurida brasiliensis ingår i släktet Saurida och familjen Synodontidae. Inga underarter finns listade i Catalogue of Life.